# Frontera entre Líbia i el Txad
La frontera entre Líbia i el Txad és la línia fronterera en sentit est-oest que separa el nord del Txad del sud de Líbia a l'Àfrica Septentrional. Té 1.055 km de longitud.

## Traçat
Segueix un traçat nord-oest/sud-est, que separa la regió txadiana de Borkou-Ennedi-Tibesti, junt amb la Franja d'Aouzou, del sud-est de Líbia, districtes de Murzuk i Al Kufrah.
A l'oest comença al trifini Txad-Líbia-Níger i va al nord-est per uns 150 km fins a les proximitats de la ruta del Tròpic de Càncer. S'ha iniciat el traçat rectilini major que va cap al sud-est fins a les proximitats del paral·lel 20° nord, on fa un altre trifini d'ambdós països amb l'extrem nord-oest del Sudan.

## Història
Aquesta frontera es defineix conjuntament com la història de les dues nacions al segle xx. El Regne d'Itàlia (1861–1946) va envair el territori libi arrabassant-lo a l'Imperi Otomà en 1911, convertint-lo en 1934. En la Segona Guerra Mundial, expulsats els italians, el país es dividit entre França i Regne Unit. El Txad era colònia francesa des de 1900, va obtenir la seva independència en 1960, i la franja d'Aouzou es va mantenir des d'aleshores com a zona en litigi.
En 1973 la franja fou annexada de facto per Líbia. Des de 1974, els mapes libis situen la frontera entre Líbia i el Txad 150 km més al sud de la reconeguda internacionalment, que es troba molt dins del territori i que també entra en el territori d'Algèria i Níger.